# Guglielmo Sirleto

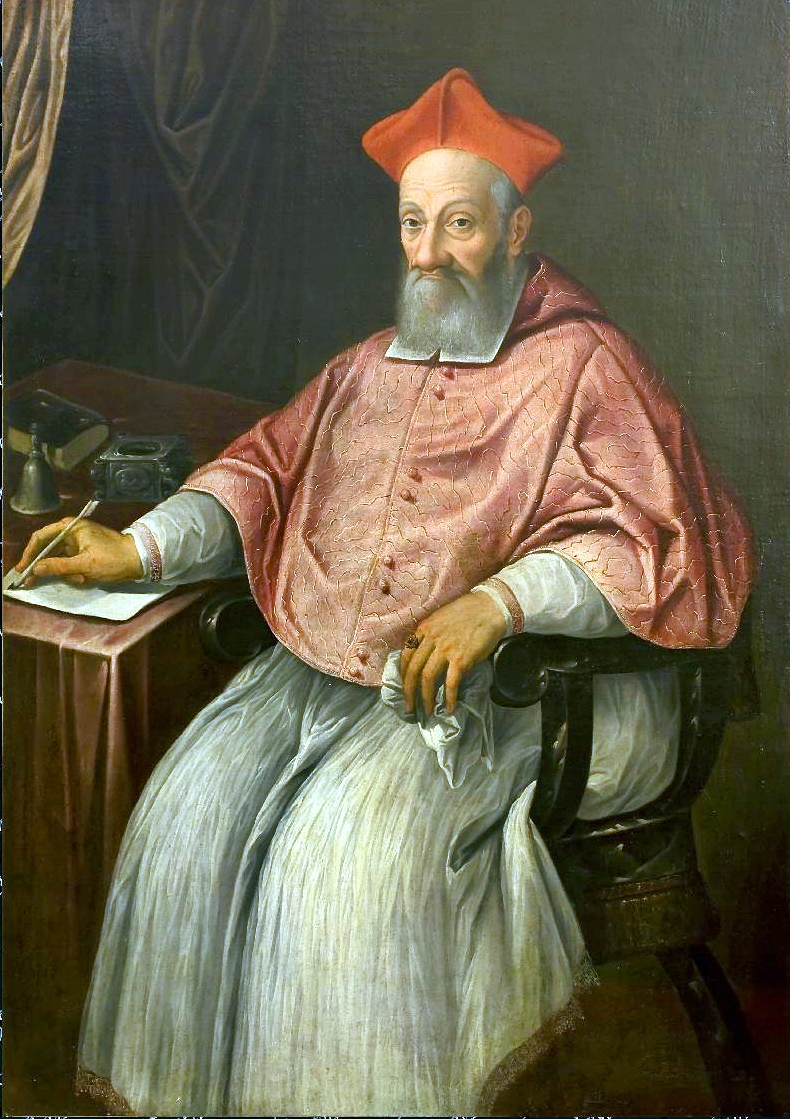
Kardinal Guglielmo Sirleto (Gemälde von Jacopino del Conte, 1580)

Guglielmo Sirleto (* 1514 in Guardavalle in Kalabrien; † 6. Oktober 1585 in Rom) war ein Kardinal der Römischen Kirche.

## Leben und Wirken
Guglielmo Sirleto gehörte zunächst der Römischen Kurie an. Papst Pius IV. erhob Sirletto am 12. März 1565 zum Kardinalat. Im Mai 1565 folgte seine Installation als Kardinaldiakon von San Lorenzo in Panisperna, aber bereits im Oktober des Jahres ernannte der Papst ihn zum Kardinalpriester dieser Titelkirche. Am 6. September 1566 ernannte Papst Pius V. Kardinal Sirletto zum Bischof von San Marco Argentano und erteilte ihm am 13. Oktober 1566 persönlich die Bischofsweihe. 1568 wurde er Bischof von Squillace.
Kardinal Sirletto war an der Ausarbeitung des Römischen Katechismus beteiligt, ebenso am römischen Brevier und Missale. Er war verantwortlich für die Ausarbeitung eines neuen römischen Martyrologiums. Er war auch Vorsitzender der Kommission für die Kalenderreform unter Papst Gregor XIII.
Schon seit 1554 war Sirletto Kustos der Vatikanischen Bibliothek, 1572 avancierte er zum Kardinalbibliothekar. Im Jahr 1573 resignierte der Kardinal vom Amt des Bischofs von Squillace und wurde Mitglied der neu gegründeten Reformkongregation für die Griechen. Am 1. November 1579 ernannte ihn Gregor XIII. mit der Bulle Benedictus Dominus zum Protektor der neuformierten Basilianerkongregation, die an Pfingsten 1579 auf Anordnung Sirletos ihr erstes Generalkapitel abgehalten hatte. 1580 wurde er Präfekt der Indexkongregation.
Sein Grabmal befindet sich in der Kirche San Bernardino in Panisperna. Die Exsequien hielt Papst Sixtus V. persönlich.